# Eugenia rufofulva
Eugenia rufofulva är en myrtenväxtart som beskrevs av George Henry Kendrick Thwaites. Eugenia rufofulva ingår i släktet Eugenia och familjen myrtenväxter.
Artens utbredningsområde är Sri Lanka. Inga underarter finns listade i Catalogue of Life.